# TI-Raleigh/1980
De TI-Raleigh wielerploeg maakte in 1980 deel uit van het profpeloton.

## Algemene informatie
- Ploegleiders: Peter Post, Jules de Wever
- Fietsenmerk: Raleigh

## Wielrenners
| Naam                | Geboortedatum | Nationaliteit | Ploeg 1979           |
| ------------------- | ------------- | ------------- | -------------------- |
| Beat Breu           | 23-10-1957    | Zwitserland   | Willora-Impala       |
| Franky De Gendt     | 27-06-1952    | België        |                      |
| Gerrie Knetemann    | 06-03-1951    | Nederland     |                      |
| Henk Lubberding     | 04-08-1953    | Nederland     |                      |
| Stefan Mutter       | 03-10-1956    | Zwitserland   |                      |
| Bert Oosterbosch    | 30-07-1957    | Nederland     |                      |
| Cees Priem          | 27-10-1950    | Nederland     |                      |
| Bert Pronk          | 24-10-1950    | Nederland     |                      |
| Jan Raas            | 08-11-1952    | Nederland     |                      |
| Aad van den Hoek    | 14-10-1951    | Nederland     |                      |
| Johan van der Velde | 12-12-1956    | Nederland     |                      |
| Piet van Katwijk    | 27-02-1949    | Nederland     |                      |
| Leo van Vliet       | 15-11-1955    | Nederland     |                      |
| Paul Wellens        | 27-06-1952    | België        |                      |
| Wilfried Wesemael   | 31-01-1950    | België        |                      |
| Ad Wijnands         | 10-03-1959    | Nederland     | Espoirs              |
| Joop Zoetemelk      | 03-12-1946    | Nederland     | Miko-Mercier-Vivagel |

## Belangrijke ereprijzen
| GP La Marseillaise winnaar: Leo van Vliet Ster van Bessèges 3e etappe: Jan Raas Eindklassement: Franky De Gendt Ronde van de Middellandse Zee Proloog: Jan Raas 2e etappe: Jan Raas 3e etappe deel b: Jan Raas 5e etappe: Henk Lubberding Eindklassement: Gerrie Knetemann Parijs-Nice Proloog: Gerrie Knetemann 1e etappe deel b:Jan Raas 7e etappe deel b: Gerrie Knetemann Kuurne-Brussel-Kuurne winnaar: Jan Raas E3 Prijs Vlaanderen winnaar: Jan Raas Gent-Wevelgem winnaar: Henk Lubberding Amstel Gold Race winnaar: Jan Raas Ronde van België 3e etappe: Jan Raas Eindklassement: Gerrie Knetemann Critérium du Dauphiné Libéré winnaar: Johan van der Velde | Ronde van Luxemburg Proloog: Jan Raas 1e etappe: Jan Raas Eindklassement: Bert Oosterbosch Nederlands kampioenschap wielrennen Nationaalkampioen: Johan van der Velde Ronde van Frankrijk 1980 1e etappe (a): Jan Raas 1e etappe (b; ploegentijdrit): TI-Raleigh 3e etappe: Henk Lubberding 7e etappe (a; ploegentijdrit): TI-Raleigh 7e etappe (b): Jan Raas 8e etappe: Bert Oosterbosch 9e etappe: Jan Raas 10e etappe: Cees Priem 11e etappe (tijdrit): Joop Zoetemelk 12e etappe: Gerrie Knetemann 20e etappe (tijdrit): Joop Zoetemelk Eindklassement: Joop Zoetemelk Jongerenklassement: Johan van der Velde Leiderstrui: Gerrie Knetemann (1), Joop Zoetemelk (10) Ronde van Nederland Proloog: Bert Oosterbosch 2e etappe: Johan van der Velde 3e etappe: Jan Raas 5e etappe (a): Leo van Vliet Eindklassement: Gerrie Knetemann |